# 現代標準漢語音系
本文總結了現代標準漢語的音系。
現代標準漢語是以北京官話為基礎音，廣泛通行於華人地區的語言。現代標準漢語共有四種聲調，並在弱音節中使用輕聲。
本文使用國際音標為主要標音系統，並與拼音、注音二系統相互進行比較。關於其他的中文標音系統，請參見威妥瑪拼音、國語羅馬字與漢字拉丁化。

## 輔音
下表使用國際音標轉錄了現代標準漢語的輔音。括號中顯示的聲音通常不會作為獨立音位進行分析（相關資訊請參考下文的齦齶音）。若不包括括號中的音與半元音[j]、[ɥ]、[w]（見半元音段落），現代標準漢語中有19個輔音音位。
|        |        | 唇 | 齒、 齒齦 | 捲舌  | 齦齶  | 軟齶  | 聲門  |
| ------ | ------ | -- | --------- | ----- | ----- | ----- | ----- |
| 鼻音   | 鼻音   | m  | n         |       |       | ŋ     |       |
| 塞音   | 送氣   | pʰ | tʰ        |       |       | kʰ    |       |
| 塞音   | 不送氣 | p  | t         |       |       | k     | (ʔ)   |
| 塞擦音 | 送氣   |    | t͡sʰ       | ʈ͡ʂʰ   | (t͡ɕʰ) |       |       |
| 塞擦音 | 不送氣 |    | t͡s        | ʈ͡ʂ    | (t͡ɕ)  |       |       |
| 擦音   | 清音   | f  | s         | ʂ     | (ɕ)   | x ~ h | x ~ h |
| 擦音   | 濁音   |    |           | ɻ ~ ʐ |       |       |       |
| 流音   | 流音   |    | l         | ɻ ~ ʐ |       |       |       |

同一個表格中的一對輔音使用同樣的發音器官與發音方法，而兩者之間的主要差別在於送氣與否。雖然表格中並沒有濁音，在弱音節的不送氣清音也可能變濁音（參見下文的音節簡化）。這些輔音在拼音系統中的符號在羅曼語族中普遍都用以區分清／濁音（如[p] 和 [b]），在日耳曼語族中則用以區分強音與弱音（字首的送氣清音與不送氣濁音，如[pʰ] 與 [b]）。然而這在拼音系統中卻用來區分送氣／不送氣音，例如/pʰ/ 與 /p/ 分別以 p 與 b 表示。
下方的表格是關於輔音的詳細資訊，並與英語的輔音做比較：
| 語音          | 描述                                      | 拼音   | 注音   | 註解 |
| ------------- | ----------------------------------------- | ------ | ------ | --- |
| /p/           | 同英語不送氣的 p ，如 spy                 | b      | ㄅ     | |
| /pʰ/          | 同英語送氣的 p，如 pie                    | p      | ㄆ     | |
| /m/           | 同英語的 m                                | m      | ㄇ     | |
| /f/           | 同英語的 f                                | f      | ㄈ     | |
| /t/           | 同英語不送氣的 t ，如 sty                 | d      | ㄉ     | 參見下文的齒齒齦與捲舌音段落。 |
| /tʰ/          | 同英語送氣的 t，如 tie                    | t      | ㄊ     | 參見下文的齒齒齦與捲舌音段落。 |
| /n/           | 同英語的 n                                | n      | ㄋ     | 參見下文的齒齒齦與捲舌音段落。此音位（即不考慮國際音標以外的拼音系統）可以出現在音節首和／或音節尾。                                                          |
| /l/           | 同英語中位於音節首的l，如標準英音的 lay   | l      | ㄌ     | 參見下文的齒齒齦與捲舌音段落。 |
| /k/           | 同英語不送氣的 k，如 sky                  | g      | ㄍ     | |
| /kʰ/          | 同英語送氣的 k，如 kite                   | k      | ㄎ     | |
| /ŋ/           | 同英語的 ng，如 sing                      | ng     | ㄫ     | 只出現在音節尾。 |
| x ([h ~ x])   | 同德語 Bach 的 ch。                       | h      | ㄏ     | 該音通常為/x/，但實際上與清聲門擦音/h/成自由變異、且不影響語意。 部分人也將此音讀做[χ]或[ʀ̥]                                                                   |
| [t͡ɕ]          | 與英語不送氣的 ch 相似但用齦齶發音。      | j      | ㄐ     | 參見下文的齦齶音段落。 |
| [t͡ɕʰ]         | 同上，但送氣                              | q      | ㄑ     | 參見下文的齦齶音段落。 |
| [ɕ]           | 與 sh 相似但用齦齶發音。                  | x      | ㄒ     | 參見下文的齦齶音段落。 |
| /ʈ͡ʂ/          | 類似英語的 ch （如 chat）但不送氣，且捲舌 | zh     | ㄓ     | 參見下文的齒齒齦與捲舌音段落。 |
| /ʈ͡ʂʰ/         | 同上，但送氣                              | ch     | ㄔ     | 參見下文的齒齒齦與捲舌音段落。 |
| /ʂ/           | 類似英語的 sh 但捲舌                      | sh     | ㄕ     | 參見下文的齒齒齦與捲舌音段落。 |
| /ɻ/ ([ɻ ~ ʐ]) | 類似英語的 r 但捲舌                       | r      | ㄖ     | 《普通話水平測試實施綱要》（2021年版）描述其「口腔通道縫隙比擦音大又比高元音小，除特別重讀外，一般摩擦輕微。」 關於此音位在字尾的使用，請參見下文的兒化段落。 |
| /t͡s/          | 同英語不送氣的 ts ，如 cats               | z      | ㄗ     | 參見下文的齒齒齦與捲舌音段落。 |
| /t͡sʰ/         | 同英語送氣的 ts                           | c      | ㄘ     | 參見下文的齒齒齦與捲舌音段落。 |
| /s/           | 類似英語的 s                              | s      | ㄙ     | 參見下文的齒齒齦與捲舌音段落。 |
| /ʔ/           | 同英語中 uh-oh 中間的停頓。               | 不適用 | 不適用 | 參見下文的零聲母段落。 |

以上幾乎所有輔音都可能出現在音節首，唯一的例外是/ŋ/（除非在零聲母的情況；見下文）。相對地，除了兒化音以外，能夠出現在音節尾的輔音僅有/n/以及/ŋ/而已（雖然[m]也可以作為/n/在唇音前的同位異音）。音節尾的/n/、/ŋ/音發音時，氣流通路可能未被完全阻礙，導致字尾的鼻輔音與元音結合，變成一個鼻音化的長元音。參見下文的音節簡化段落。

### 齒齒齦音與捲舌音
上文表格中的齒齒齦音（標註為齒、齒齦）有時候被當作是齒齦音，而有時候被當作是齒音。其中的擦音與塞擦音更常被當作是齒音，由於大多數的語言使用者在發此音時是使用舌頭與下排牙齒。
而現代標準漢語的捲舌音，事實上是舌尖音而非舌尖下音，也因此部分學者認為這些輔音並非真的「捲舌」；更準確地來說，它們是齒齦後音。 許多現代標準漢語使用者的母語中並沒有捲舌音，因此它們可能會將這些音發成齒音。

### 齦齶音
齦齶音 [t͡ɕ, t͡ɕʰ, ɕ]（j／ㄐ、q／ㄑ、x／ㄒ）會被某些使用者發音成顎化的齒音：[t͡sʲ]、[t͡sʰʲ]與[sʲ]。例如，這種情況可見於北京的年輕女性（女國音）或語言遊戲中，不過這被視為不標準的讀音。
在音韻學的分析中時常假設：當齦齶音沒有[i]或[y]等閉前元音緊接在後時，它們會自動產生一個與其相黏的半元音（[j]或[ɥ]）。也就是說，以 ji-／ㄐㄧ-、qi-／ㄑㄧ-、 xi-／ㄒㄧ-、ju-／ㄐㄩ-、qu-／ㄑㄩ-、xu-／ㄒㄩ- 為首的音節的音標是[t͡ɕj]、[t͡ɕʰj]、[ɕj]、[t͡ɕɥ]、[t͡ɕʰɥ]、[ɕɥ]，而其實際發音更接近[t͡ɕ]、[t͡ɕʰ]、[ɕ]、[t͡ɕʷ]、[t͡ɕʰʷ]、[ɕʷ]（或對把齦齶音念成齒音的使用者而言，則為[t͡sʲ]、[t͡sʰʲ]、[sʲ]、[t͡sᶣ]、[t͡sʰᶣ]、[sᶣ]）。即音節中的半元音可以被當作是前一個輔音的顎化、唇化或者二者皆有。
在以上分析中，齦齶音分別與齒音[t͡s, t͡sʰ, s]、軟齶音[k, kʰ, x]、捲舌音[ʈ͡ʂ, ʈ͡ʂʰ, ʂ]處於互補分布，因為後三者不會出現在閉前元音或者硬齶半元音（即 -i-／ㄧ、-ü-／ㄩ）之前，而齦齶音只會出現在閉前元音或者硬齶半元音之前。因此，語言學家更傾向於把齦齶音歸類為其他三組音之一的同位異音，而非獨立的音位。由於上述提到的齒音變體的存在，有些人傾向於將齦齶音歸類為齒音的同位異音，但其實任何一種歸類都是可行的（除非將空韻視為/i/的同位異音，此時軟齶音為唯一候選，見下文）。耶魯拼音與威妥瑪拼音將齦齶音視為捲舌音的同位異音；通用拼音將其視為齒音的同位異音；現行盲文則是將其視為軟齶音的同位異音。然而，在標準的拼音與注音中，齦齶音是以獨自的序列表示。
齦齶音在歷史上乃源於齒音[t͡s, t͡sʰ, s]與軟齶音[k, kʰ, x]在閉前元音與硬齶半元音之前的合併。在以前，有些使用[k(ʰ)i]或者[t͡s(ʰ)i]，而非現代的[t͡ɕ(ʰ)i]的例子存在。在不同的地區，這個改變先後發生在過去二到三個世紀。這解釋了為何有些中國名稱的拉丁轉寫（尤其是郵政式拼音）在原本預期是齦齶音的音節，使用了ki-、hi-、tsi-或者si-，例如：Beijing的舊稱Peking、Chongqing的舊稱Chungking、Fujian的舊稱Fukien、Tianjin的舊稱Tientsin、Xinjiang的舊稱Sinkiang以及Xi'an的舊稱Sian。齦齶音與捲舌音的互補分布則源於原本在捲舌輔音後接著介音硬齶半元音的音節丟失了其半元音。

### 零聲母
在像是 ai／ㄞ 這樣的完整音節中，元音前並沒有任何的標準的輔音或半元音，此種情況就稱為零聲母。即使漢語拼音與注音符號皆未標出，零聲母實際上可能實現為輔音：[ɣ]、[ʔ]皆有可能，在某些非標準變體中也可能是[ŋ]或[ɦ]。有人認為這樣的開頭為一種特殊的音位，又或者屬於音位/ŋ/，不過它也可視為沒有音位（缺少音節首）。作為對照，在像是語助詞「啊」 a／˙ㄚ 這樣沒有音節首的弱音節中，則會與前一音節產生連音（見下文音節簡化段落）。
當輔音結尾的音節後接元音開頭的重讀音節時，輔音並不會直接與元音產生連音，而是會有零聲母插入其中，例如：「棉袄」 mián'ǎo／ㄇㄧㄢˊ ㄠˇ 變為[mjɛnʔɑu̯]、[mjɛnɣɑu̯]。不過，這種產出形式在口語連音中並不自然。因此，於口語中說出此組音節時，最自然的發音是[mjɛ̃ːɑu̯]，在這種情況下沒有鼻輔音或者任何形式的零聲母存在，而是產生了鼻化元音。

## 半元音
半元音又稱滑音，包含[j]、[ɥ]和[w]，聲音分別像是英語的 yes、法語的huit和英語的 we。（北京方言使用者经常會將出现在首位的[w]替換成唇齒近音[ʋ]，除非遇到[o]出現在[w]後時。半元音通常不被分析為獨立的音位，而是作為閉元音[i̯, y̯, u̯]的輔音同位異音。因為把像是 yao／-iao／ㄧㄠ 的序列詮釋為/i̯ɑu̯/並不會造成歧義，而且可能出現問題的序列像是*/i̯u/並不存在，因此這種分析方法是可行的。
這些半元音可能出現在首位。[ɥ]出現於漢語拼音 yu、yuan、yue、yun 中的 yu（注音：ㄩ-）；[j]出現於其他 y 開頭的音節（ya、yi 等）中的 y（注音：ㄧ-）；[w]出現於 w 開頭的音節（wa、wu 等）中的 w（注音：ㄨ-）。當半元音之後接著被視為其同位異音的元音時，此半元音可被視為一個插音，而不是作為這個音位獨立的實現。因此發音為 [ji]的音節 yi／ㄧ 可分析為由單一音位/i/所組成，同樣地，yin／ㄧㄣ 可分析為/in/、yu／ㄩ 可分析為 /y/、wu／ㄨ 可分析為/u/。:274ff有可能從同一個說話者中聽到以上兩類發音，甚至在同一段對話中也有可能。:274ff例如，有人可能會聽到 「一」 yi／ㄧ 的發音為[ji]或[i]。
這些半元音也可能出現在介音，也就是在首位輔音後、主要元音之前。在這種情形中，漢語拼音將它們表記為元音，例如：bie（注音：ㄅㄧㄝ）中的 i表示[j]、duan（注音：ㄉㄨㄢ）中的 u 表示[w]。在可能的輔音－半元音組合中有一些限制：[w]不會在唇音之後（除了 bo／ㄅㄛ、po／ㄆㄛ、mo／ㄇㄛ、fo／ㄈㄛ 以外）；[j]不會在捲舌音、軟齶音或者[f]之後；[ɥ]只在 lüe／ㄌㄩㄝ、nüe／ㄋㄩㄝ 兩音節以及齦齶音之後（見齦齶音段落）。在音節首的輔音－半元音組合會發音成單一的聲音，也就是說，半元音實際上並非在輔音後才發音，而是作為輔音的顎化[ʲ]、唇化[ʷ]或者兼具兩者的[ᶣ]來實現。（與此相同的首位輔音的改變通常也發生在後接閉元音的音節，不過，一般來說並不認為有半元音在此類音節中。因此輔音通常於後接/i/時顎化為[ʲ]，後接/u/時唇化為[ʷ]，後接/y/時則為兩者兼具的[ᶣ]。）
半元音[j]與[w]亦會出現於某些音節中作為尾位的元素（即音節尾）。它們通常被分析為雙元音而非元音－半元音序列。例如：音節 bai／ㄅㄞ 對應的底层形式為/pai̯/。（在漢語拼音中，此類元素通常寫作<-i>或<-u>，但是/ɑu̯/寫作<-ao>。）

## 音節輔音
現代標準漢語中共有七組整体认读音節zi／ㄗ、ci／ㄘ、si／ㄙ、zhi／ㄓ、chi／ㄔ、shi／ㄕ 與 ri／ㄖ，有人視其為音節輔音，有人視其為元音：
- [ɹ̩ ~ z̩]，即齒化的濁舌端齒齦持續音，[b]用於 zi／ㄗ、ci／ㄘ、si／ㄙ；
- [ɻ̩ ~ ʐ̩]，即濁舌端卷舌持續音，[b]用於 zhi／ㄓ、chi／ㄔ、shi／ㄕ 與 ri／ㄖ。

- [ɯ]，即不圓唇的[u]，用於 zi／ㄗ、ci／ㄘ、si／ㄙ；
- [ɨ]，即俄文的，用於 zhi／ㄓ、chi／ㄔ、shi／ㄕ 與 ri／ㄖ。

《普通話水平測試實施綱要》（2021年版）及一些學者使用ɿ及ʅ表示，而前者亦指出當發出這兩個音，「氣流通過時不發生摩擦。」
在音位學上，這些音節可分析為它們擁有自己的元音音位/ɨ/。然而，因為/ɨ/與/i/處於互補分布（而且有歷史淵源），兩者也可合併為同一音位，使得齦齶音[t͡ɕ, t͡ɕʰ, ɕ]被分析為獨立音位或者被視為與軟齶音[k, kʰ, x]同音位，而非與捲舌音[ʈ͡ʂ, ʈ͡ʂʰ, ʂ]或齒音[t͡s, t͡sʰ, s]同音位。（也就是說，[t͡ɕi]、[ʈ͡ʂɨ]、 [t͡sɯ]都存在，但是*[ki]、*[kɨ]與*[kɯ]皆不存在，所以同時合併[i]~[ɨ~ɯ]及[k]~[t͡ɕ]是沒有問題的。）
另一個分析方法是將上述被歸類為/ɨ/的音節視為空韻，也就是沒有元音的音位。這較符合音節輔音對這些音節的描述。
當音節減弱時，音節輔音也可能出現（見下文）。在某些感嘆詞中也會聽到鼻音化的音節輔音；這些詞的發音包括[m]、[n]、[ŋ]、[hm]與[hŋ]等；在台灣的國語音系當中，亦有輕聲成音節之 q/˙ㄑ，如「啐」 [tɕʰ]。

## 元音
- 現代標準漢語元音(北京音)
- 北京使用的現代標準漢語單元音（來源：Lee & Zee (2003:110頁)）。
- 北京使用的現代標準漢語雙元音（第一部分，來源：Lee & Zee (2003:110頁)）。
- 北京使用的現代標準漢語雙元音（第二部分，來源：Lee & Zee (2003:110頁)）。

若將空韻視為音節輔音，而不是元音，現代標準漢語中有/a/、/ǝ/、/i/、/u/、/y/共五個元音音位。每個音位在實際發音中，根據語言環境會有不同的發音，但由於其呈互補分布，故被視爲一個音位。例如，/ə/具有同位異音[e]與[o]等；/a/則有[ɛ]與[œ̜]。
然而，作爲反例，邊緣音系中還有感嘆詞的「喔[ʔo̞] ㄛ」、「誒[ʔe̞] ㄝ」、「囉[lo̞] ㄌㄛ」或「唷[jo̞] ㄧㄛ」等。

### 同位異音
同位異音（即同一元音在特定語音環境中的不同發音方式）在不同來源之間有不同的轉錄方式。下表提供了一組典型的描述（不包括兒化音）。
| 音節核 | 音節核 | /i/  | /i/  | /u/  | /u/  | /u/   | /u/   | /y/  | /y/  | /ə/  | /ə/  | /ə/      | /ə/       | /ə/   | /ə/   | /ə/     | /ə/  | /a/  | /a/  | /a/   | /a/   | /a/   | /a/   | /a/   | /a/   | 音節輔音 | 音節輔音 |
| 介音   | 介音   | ∅    | ∅    | ∅    | ∅    | /j/   | /j/   | ∅    | ∅    | ∅    | ∅    | /j/      | /j/       | /w/   | /w/   | /ɥ/     | /ɥ/  | ∅    | ∅    | /j/   | /j/   | /w/   | /w/   | /ɥ/   | /ɥ/   | 音節輔音 | 音節輔音 |
| ------ | ------ | ---- | ---- | ---- | ---- | ----- | ----- | ---- | ---- | ---- | ---- | -------- | --------- | ----- | ----- | ------- | ---- | ---- | ---- | ----- | ----- | ----- | ----- | ----- | ----- | -------- | -------- |
| 音節尾 | ∅      | [i]  | [i]  | [u]  | [u]  |       |       | [y]  | [y]  | [ɤ]  | [ɤ]  | [je̞]     | [je̞]      | [wo̞]  | [wo̞]  | [ɥœ̜]    | [ɥœ̜] | [a]  | [a]  | [jä]  | [jä]  | [wä]  | [wä]  |       |       | [ɹ̩~ɻ̩]    | [ɹ̩~ɻ̩]    |
| 音節尾 | ∅      | yi   | ㄧ   | wu   | ㄨ   | yu    | ㄩ    | e    | ㄜ   | ye   | ㄧㄝ | wo       | ㄨㄛ      | yue   | ㄩㄝ  | a       | ㄚ   | ya   | ㄧㄚ | wa    | ㄨㄚ  |       | ㄭ3   |       |       |          |          |
| 音節尾 | ∅      | -i   | ㄧ   | -u   | ㄨ   | -ü1   | ㄩ    | -e   | ㄜ   | -ie  | ㄧㄝ | -uo／-o2 | ㄨㄛ／ㄛ2 | -üe1  | ㄩㄝ  | -a      | ㄚ   | -ia  | ㄧㄚ | -ua   | ㄨㄚ  | -i    | ㄭ3   |       |       |          |          |
| 音節尾 | /i/    |      |      |      |      |       |       |      |      | [ei̯] | [ei̯] |          |           | [wei̯] | [wei̯] |         |      | [ai̯] | [ai̯] |       |       | [wai̯] | [wai̯] |       |       |          |          |
| 音節尾 | /i/    | ei   | ㄟ   | wei  | ㄨㄟ | ai    | ㄞ    | wai  | ㄨㄞ |      |      |          |           |       |       |         |      |      |      |       |       |       |       |       |       |          |          |
| 音節尾 | /i/    | -ei  | ㄟ   | -ui  | ㄨㄟ | -ai   | ㄞ    | -uai | ㄨㄞ |      |      |          |           |       |       |         |      |      |      |       |       |       |       |       |       |          |          |
| 音節尾 | /u/    |      |      |      |      |       |       |      |      | [ou̯] | [ou̯] | [jou̯]    | [jou̯]     |       |       |         |      | [ɑu̯] | [ɑu̯] | [jɑu̯] | [jɑu̯] |       |       |       |       |          |          |
| 音節尾 | /u/    | ou   | ㄡ   | you  | ㄧㄡ | ao    | ㄠ    | yao  | ㄧㄠ |      |      |          |           |       |       |         |      |      |      |       |       |       |       |       |       |          |          |
| 音節尾 | /u/    | -ou  | ㄡ   | -iu  | ㄧㄡ | -ao   | ㄠ    | -iao | ㄧㄠ |      |      |          |           |       |       |         |      |      |      |       |       |       |       |       |       |          |          |
| 音節尾 | /n/    | [in] | [in] |      |      |       |       | [yn] | [yn] | [ən] | [ən] |          |           | [wən] | [wən] |         |      | [an] | [an] | [jɛn] | [jɛn] | [wan] | [wan] | [ɥœ̜n] | [ɥœ̜n] |          |          |
| 音節尾 | /n/    | yin  | ㄧㄣ | yun  | ㄩㄣ | en    | ㄣ    | wen  | ㄨㄣ | an   | ㄢ   | yan      | ㄧㄢ      | wan   | ㄨㄢ  | yuan    | ㄩㄢ |      |      |       |       |       |       |       |       |          |          |
| 音節尾 | /n/    | -in  | ㄧㄣ | -ün1 | ㄩㄣ | -en   | ㄣ    | -un  | ㄨㄣ | -an  | ㄢ   | -ian     | ㄧㄢ      | -uan  | ㄨㄢ  | -üan1 4 | ㄩㄢ |      |      |       |       |       |       |       |       |          |          |
| 音節尾 | /ŋ/    | [iŋ] | [iŋ] | [ʊŋ] | [ʊŋ] | [jʊŋ] | [jʊŋ] |      |      | [ɤ̞ŋ] | [ɤ̞ŋ] |          |           | [wɤ̞ŋ] | [wɤ̞ŋ] |         |      | [ɑŋ] | [ɑŋ] | [jɑŋ] | [jɑŋ] | [wɑŋ] | [wɑŋ] |       |       |          |          |
| 音節尾 | /ŋ/    | ying | ㄧㄥ |      |      | yong  | ㄩㄥ  | eng  | ㄥ   | weng | ㄨㄥ | ang      | ㄤ        | yang  | ㄧㄤ  | wang    | ㄨㄤ |      |      |       |       |       |       |       |       |          |          |
| 音節尾 | /ŋ/    | -ing | ㄧㄥ | -ong | ㄨㄥ | -iong | ㄩㄥ  | -eng | ㄥ   |      |      | -ang     | ㄤ        | -iang | ㄧㄤ  | -uang   | ㄨㄤ |      |      |       |       |       |       |       |       |          |          |

1 拼音 ü 在 j、q 或 x 後寫成 u，注音則皆為 ㄩ。
2 拼音 uo 在 b、p、m 或 f 後寫成 o；注音 ㄨㄛ 在 ㄅ、ㄆ、ㄇ 或 ㄈ 後寫成 ㄛ。
3 符號「ㄭ」僅作為發音輔助說明用，實際上於拼寫時不寫出。
4 -üan/ㄩㄢ 在台灣音系亦可與 l/ㄌ 組合，但僅有lüan/ㄌㄩㄢ之音節，且今已少用。
下表提供了關於單一元音之同位異音的更多細節。
| 音位 | 同位異音 | 描述（英文）                                 |
| ---- | -------- | -------------------------------------------- |
| /i/  | [i]      | 如英文be                                     |
| /u/  | [u]      | 如英文do                                     |
| /u/  | [ʊ]      | 根據使用者的語音習慣，此音介於[o]與[u]之間。 |
| /y/  | [y]      | 如法語的u或德語的ü                           |
| /ǝ/  | [e̞]      | 如英文bed                                    |
| /ǝ/  | [o̞]      | 如英式英語的awe                              |
| /ǝ/  | [ɤ]      | 發音同[ɰʌ]                                   |
| /ǝ/  | [ə]      | 中央元音，如英文about                        |
| /a/  | [ä]      | 類似英文out                                  |
| /a/  | [ɑ]      | 如英文father                                 |
| /a/  | [ɛ]      | 根據使用者的語音習慣，此音介於[e]與[a]之間。 |
| /a/  | [œ̜]      | 根據使用者的語音習慣，此音為[ɛ]之圓唇音。    |

作為通則，在開音節（指元音後沒有音節尾的音節）中的元音長度較長，其他情況中則較短。此規則並不適用於弱音節（即聲調為輕聲的字），在弱音節中，所有元音都非常短。

#### 音節尾對央元音的影響
在現代標準漢語中，元音 [a] 與 [ə] 的元音舌位會受音節尾的影響而和諧。 如 [ä]，在  /i, n/ 之前讀成較前的 [a]，而在 /u, ŋ/ 之前則讀成較後的 [ɑ] 。同理， [ə] 在 /n/之前讀成較前的 [ə̟] ，而在 /ŋ/ 前則讀成較後的 [ɤ̞] 。

#### 聲調對中元音的影響
一些漢語母語者在聲調為陰平或陽平時，可能會將[wei̯]、[jou̯] 與 [wən] 分別念成 [ui]、[iu] 與 [un] 。

### 其他分析
有些語言學家傾向於更進一步減少元音音位的數量（作為代價，需要在他們的系統中使用基底形式的半元音）。蒲立本提出了一個包含了基底形式的半元音，但卻完全沒有元音的系統。更常見的系統包含了兩個元音，例如桥本万太郎的系統中，只有兩個元音音節核/ə, a/，它們可在半元音/j, w, ɥ/之後，也可在音節尾/i, u, n, ŋ/之前（其他受兒化音節尾/ɚ̯/影響的音節，見兒化音）。不同半元音、元音與音節尾的組合可以產生不同的表層形式的表達，如同下方表格所示。這三個位置都有可能是空的，也就是說，可以被零音位∅佔據。舉例來說，閉元音[i, u, y]可分析為半元音+∅；而空韻，即音節輔音[ɹ̩~ɻ̩]或者元音[ɨ, ɯ]，可分析成三個位置皆為零音位，例如：si [sɹ̩]的基底形式被分析為音節輔音/s̩/。
| 音節核 | 音節核 | ∅     | ∅     | /ə/  | /ə/   | /ə/   | /ə/   | /ə/   | /ə/   | /ə/     | /ə/   | /ə/         | /ə/         | /a/  | /a/  | /a/    | /a/    | /a/   | /a/   | /a/    | /a/    | /a/   | /a/   |
| 音節尾 | 音節尾 | ∅     | ∅     | ∅    | ∅     | /i/   | /i/   | /u/   | /u/   | /n/     | /n/   | /ŋ/         | /ŋ/         | ∅    | ∅    | /i/    | /i/    | /u/   | /u/   | /n/    | /n/    | ŋ/    | ŋ/    |
| ------ | ------ | ----- | ----- | ---- | ----- | ----- | ----- | ----- | ----- | ------- | ----- | ----------- | ----------- | ---- | ---- | ------ | ------ | ----- | ----- | ------ | ------ | ----- | ----- |
| 介音   | ∅      | [ɹ̩~ɻ̩] | [ɹ̩~ɻ̩] | [ɤ]  | [ɤ]   | [ei̯]  | [ei̯]  | [ou̯]  | [ou̯]  | [ən]    | [ən]  | [ɤ̞ŋ]        | [ɤ̞ŋ]        | [ä]  | [ä]  | [ai̯]   | [ai̯]   | [ɑu̯]  | [ɑu̯]  | [an]   | [an]   | [ɑŋ]  | [ɑŋ]  |
| 介音   | ∅      |       | ㄭ    | e    | ㄜ    | ei    | ㄟ    | ou    | ㄡ    | en      | ㄣ    | eng         | ㄥ          | a    | ㄚ   | ai     | ㄞ     | ao    | ㄠ    | an     | ㄢ     | ang   | ㄤ    |
| 介音   | ∅      | -i    | ㄭ    | -e   | ㄜ    | -ei   | ㄟ    | -ou   | ㄡ    | -en     | ㄣ    | -eng        | ㄥ          | -a   | ㄚ   | -ai    | ㄞ     | -ao   | ㄠ    | -an    | ㄢ     | -ang  | ㄤ    |
| 介音   | /j/    | [i]   | [i]   | [je̞] | [je̞]  |       |       | [jou̯] | [jou̯] | [in]    | [in]  | [iŋ]        | [iŋ]        | [jä] | [jä] | *[jai̯] | *[jai̯] | [jɑu̯] | [jɑu̯] | [jɛn]  | [jɛn]  | [jɑŋ] | [jɑŋ] |
| 介音   | /j/    | yi    | ㄧ    | ye   | ㄧㄝ  | you   | ㄧㄡ  | yin   | ㄧㄣ  | ying    | ㄧㄥ  | ya          | ㄧㄚ        | yai  | ㄧㄞ | yao    | ㄧㄠ   | yan   | ㄧㄢ  | yang   | ㄧㄤ   |       |       |
| 介音   | /j/    | -i    | ㄧ    | -ie  | ㄧㄝ  | -iu   | ㄧㄡ  | -in   | ㄧㄣ  | -ing    | ㄧㄥ  | -ia         | ㄧㄚ        | yai  | ㄧㄞ | -iao   | ㄧㄠ   | -ian  | ㄧㄢ  | -iang  | ㄧㄤ   |       |       |
| 介音   | /w/    | [u]   | [u]   | [wo̞] | [wo̞]  | [wei̯] | [wei̯] |       |       | [wən]   | [wən] | [wɤ̞ŋ], [ʊŋ] | [wɤ̞ŋ], [ʊŋ] | [wä] | [wä] | [wai̯]  | [wai̯]  |       |       | [wan]  | [wan]  | [wɑŋ] | [wɑŋ] |
| 介音   | /w/    | wu    | ㄨ    | wo   | ㄨㄛ2 | wei   | ㄨㄟ  | wen   | ㄨㄣ  | weng    | ㄨㄥ  | wa          | ㄨㄚ        | wai  | ㄨㄞ | wan    | ㄨㄢ   | wang  | ㄨㄤ  |        |        |       |       |
| 介音   | /w/    | -u    | ㄨ    | -uo2 | ㄨㄛ2 | -ui   | ㄨㄟ  | -un   | ㄨㄣ  | -ong    | ㄨㄥ  | -ua         | ㄨㄚ        | -uai | ㄨㄞ | -uan   | ㄨㄢ   | -uang | ㄨㄤ  |        |        |       |       |
| 介音   | /ɥ/    | [y]   | [y]   | [ɥœ] | [ɥœ]  |       |       |       |       | [yn]    | [yn]  | [jʊŋ]       | [jʊŋ]       |      |      |        |        |       |       | *[ɥœn] | *[ɥœn] |       |       |
| 介音   | /ɥ/    | yu    | ㄩ    | yue  | ㄩㄝ  | yun   | ㄩㄣ  | yong  | ㄩㄥ  | yuan    | ㄩㄢ  |             |             |      |      |        |        |       |       |        |        |       |       |
| 介音   | /ɥ/    | -ü1   | ㄩ    | -üe1 | ㄩㄝ  | -ün1  | ㄩㄣ  | -iong | ㄩㄥ  | -üan1 4 | ㄩㄢ  |             |             |      |      |        |        |       |       |        |        |       |       |

*ㄧㄞ/yai 僅在台灣音系使用，且只有ㄧㄞˊ一音節
1 ü 在 j、q 或 x 後寫成 u 。
2 uo 在 b、p、m 或 f 後寫成 o；ㄨㄛ 在 ㄅ、ㄆ、ㄇ 或 ㄈ 後寫成 ㄛ。
3 符號「ㄭ」僅作為發音輔助說明用，實際上於拼寫時不寫出。
4 -üan/ㄩㄢ 在台灣音系亦可與 l/ㄌ 組合，但僅有lüan/ㄌㄩㄢ之音節，且今已少用。

這個音位系統常用於台灣的注音符號。

## 兒化
現代標準漢語中，位於詞尾的大部分「兒」字不獨立成音節，而是與前方的音節縮合，成爲其兒化音節尾/ɚ/，在拼音中寫為 r。語音學上則認爲前方的音節尾脫落，元音發生兒化現象。兒化是北京話的典型特徵之一，許多其他方言使用的情況較少，甚至有些完全不使用，:195但是在現代標準漢語得到不同程度的保留。在某些诗歌或散文中，词尾的“儿”独立成音节，不需要儿化。
一部分詞，例如「二」、「耳」、「而」等獨立的字，通常也發爲兒化音[ɚ]或[aɚ̯]，在拼音與注音中寫為 er／ㄦ 並加上聲調符號。
有些地區的現代標準漢語中，兒化是比較罕見的，比如在臺灣，根据中華民國教育部标准，儿化出现的情况要比中国大陆标准少得多，除“这儿”、“一會兒”等少量词语外，台湾的标准国语一般不作儿化音处理。在缺少兒化的現代標準漢語方言中，有時兒化會被省略或使用另外的詞代替，例如：「這兒」換成「這裡」。

## 四呼
現代標準漢語根据介音可把韵母分为四类，称为開齊合撮四呼：
- 開口呼：無介音，開頭為/a/、/ɤ/等元音（漢語拼音：a 、ê、e、o；注音符號：ㄚ、ㄝ、ㄜ、ㄛ）。
- 齊齒呼：以/i/作為開頭介音（漢語拼音：i；注音符號：ㄧ）。
- 合口呼：以/u/作為開頭介音（漢語拼音：u；注音符號：ㄨ）。
- 撮口呼：以/y/作為開頭介音（漢語拼音：ü；注音符號：ㄩ）。

|                      | 不圓脣          | 圓脣            |
| -------------------- | --------------- | --------------- |
| 非硬齶近音／閉前元音 | 開口呼 /Ø/      | 合口呼 /w/或/u/ |
| 硬齶近音／閉前元音   | 齊齒呼 /j/或/i/ | 撮口呼 /ɥ/或/y/ |

## 音節
現代標準漢語的音系常用音節作爲分析單位，往往一個漢字對應一個音節。關於漢語音節結構的劃分，主要有三種方法：傳統上，將一字分爲聲調和音段，再將音段分爲聲母和韻母，其中韻母再分爲韻頭（介音）、韻腹和韻尾。單字的音節成分主要有聲母、介音（韻頭）、韻腹、韻尾和聲調。
另外一種是結構派所採用的嚴格二分的劃分方式，先將一個完整的音節S劃分爲聲調T（實現爲調值tt）和音段σ，再將音段σ劃分爲首位O（實現爲輔音C）和尾位F，再將尾位F劃分爲介音M（實現爲滑音G）和韻基R，再將韻基R劃分爲音節核Nu（實現爲元音V）和音節尾Co（實現爲鼻音N或滑音G），如圖。而朱曉農（2005）使用的多維分析法，即將一個完整音節S三分爲首位O（實現爲輔音C或零聲母Ø）、介音M（實現爲滑音G）和韻基R，其中聲調T附麗於韻基R，韻基R可再細分爲音節核Nu（實現爲元音V）和音節尾Co（實現爲滑音G或鼻音N）。此外，音節尾Co在兒化音節中也可為兒化音[ɚ̯]。因此，一個音節的最大形式可以表現成 CGVXT，其中X可為滑音G、鼻音N或者兒化音[ɚ̯]。
有些模型中首位O是可省的，有些則不可，介音M則是可省的，音節核Nu不可省，音節尾Co可省。
在上述系統中有許多可能的組合實際上並不存在。若不包含兒化音，在實際音節中會使用到的尾位組合F（介音M+韻基R）只有35個（見漢語拼音韻母（尾位））。總的來說，若不考慮聲調，大約有400個不同的音節，若算上聲調則有約1300個音節。與英語之類的語言相比，數目非常少。因為漢語中的漢字為單音節，能使用的音節較少導致了為數不少的同音字。不過，在現代標準漢語中，平均單詞長度為兩個音節（兩個漢字），在使用上大大減少了同音詞歧義的問題，即便在忽略聲調時也是如此，尤其是在考慮進上下文的情況。
關於現代標準漢語使用的音節的完整列表（包含兒化音），請見汉语拼音音节列表與漢語兒化韻表。

### 完整音節與弱音節
音節可分為完整音節（或稱強音節）（full or strong）與弱音節（weak）。弱音節通常為文法標識（如「了」 le／˙ㄌㄜ），或者某些複合詞的第二音節（不過還有許多的複合詞含有兩個或兩個以上的完整音節）。
完整音節可以帶有四種主要聲調，且有某種程度的重音。弱音節為輕音，且為輕聲。完整音節與弱音節間的對比很明顯，有許多最小對立體，例如：「要事」 yàoshì／ㄧㄠˋ ㄕˋ 與「钥匙」 yàoshi／ㄧㄠˋ ˙ㄕ、「大意」的兩種讀法 dàyì／ㄉㄚˋ ㄧˋ（主要的意思）與 dàyi／ㄉㄚˋ ˙ㄧ（不注意），上述兩例的後者的第二音節為弱音節。有些語言學家認為這種對比主要來自於輕重音，而有些則認為是來自於聲調的差異。關於更進一步的討論，請見下方輕聲與重音、韻律與語調段落。
另外，由於弱音節與輕聲為一體兩面，弱音節在台灣的國語標準中與輕聲相同，出現的情況較中國大陸標準略少，例如上述例子「大意」的兩個義項（主要的意思、不注意），在《教育部重編國語辭典修訂本》中的標音皆為完整音節 dàyì／ㄉㄚˋ ㄧˋ（詳見下文）。
完整音節與弱音節在音節長度上也有差異。完整音節可分析為有兩個音拍（重音節 ），如果沒有音節尾的話母音會被延長。然而，弱音節只有一個音拍（輕音節 ），發音時會比完整音節短將近50%。（參閱音節重量）
通常每個弱音節都有一個作為相同語素的完整音節（並且寫為相同漢字），不過，弱音節的發音時常會產生改變，如同下方段落所述。

### 音節簡化
除了聲調、元音長度和輕重音的不同之外，弱音節還會受到某些其他發音變化的影響 
- 如果一個音節的音節首是個不送氣的阻礙音（如 b／ㄅ、d／ㄉ、g／ㄍ、z／ㄗ、j／ㄐ），則該音通常會由清音轉變為濁音。例如「嘴巴」（zuǐba／ㄗㄨㄟˇ ˙ㄅㄚ）的 b／ㄅ 可能發音成 [b]，而非不送氣的 [p]。 這類輔音發音特徵本身接近於濁音，由於輕讀，又夾在元音中間，而被同化成濁聲母。（你的nǐ de / ㄋㄧˇ ˙ㄉㄜ [tə→də]）
- 弱音節的元音時常會弱化，而使發音位置變得更靠近中央。舉例，「嘴巴」（zuǐba／ㄗㄨㄟˇ ˙ㄅㄚ）的 a／ㄚ 發音接近中央元音 [ə]。
- 弱音節的音節尾常常會脫落（這與上面提到弱音節較短的單音拍性質有關），且若脫落的是一個鼻音，則元音很可能會被鼻音化。[24] 舉例，「腦袋」（nǎodai／ㄋㄠˇ ˙ㄉㄞ ）的結尾會讀成單元音 [ɛ] ，而非原本的雙元音 [ai̯] ；「春天」（chūntian／ㄔㄨㄣ ˙ㄊㄧㄢ）的結尾會讀成鼻化的中央元音 [ə̃]。
- 在某些情況下，元音可能會完全丟失。這在元音為閉元音、音節首是擦音或送氣音時特別容易發生。例如可以將「豆腐」（dòufu／ㄉㄡˋ ˙ㄈㄨ）說成 dòu-f／ㄉㄡˋ ˙ㄈ，「問題」 （wènti／ㄨㄣˋ ˙ㄊㄧ）說成 wèn-t／ㄨㄣˋ ˙ㄊ（元音丟失後，留下的音節首變為音節輔音）。同樣的情況可能發生在半上聲的字詞。[26]元音（與音節尾）在鼻音後可能丟失，如將「我們」（wǒmen／ㄨㄛˇ ˙ㄇㄣ）與「什麼」（shénme／ㄕㄣˊ ˙ㄇㄜ）念成 wǒm／ㄨㄛㆬˇ 與 shém／ㄕㄜㆬˊ [e]——這種兩個音節合併成一個音節的例子時常出現在自然的對話當中。

「什麼」shénme／ㄕㄣˊ ˙ㄇㄜ → shém／ㄕㄜㆬˊ 的過程也涉及了語音同化，這在快速談話時時常出現（如「廣播」 guǎngbō／ㄍㄨㄤˇ ㄅㄛ → guǎmbō／ㄍㄨㄚㆬˇ ㄅㄛ）。語音同化有一個特別的例子——句末語氣詞「啊」 a／˙ㄚ，它是弱音節，在不同漢字後有不同的語音同化形式：
| 前接字的尾音         | 語氣詞形式（拼音／注音） | 漢字  |
| -------------------- | ------------------------ | ----- |
| [i], [y], [ai̯], [ei̯] | ya／˙ㄧㄚ                | 呀    |
| *[e], [o], [a]       | (y)a／˙(ㄧ)ㄚ            | 呀/啊 |
| [u], [ɑu̯], [ou̯]      | wa／˙ㄨㄚ                | 哇    |
| [-n]                 | na／˙ㄋㄚ                | 哪    |
| [-ŋ]                 | nga／˙ㄫㄚ               | 啊    |
| *[-ɹ̩]                | [za]或 a／˙ㄚ            | 啊    |
| *[-ɻ̩]                | ra／˙ㄖㄚ 或 a／˙ㄚ      | 啊    |
| 了 le／˙ㄌㄜ         | 結合成 la／˙ㄌㄚ         | 啦    |

*以下情況除了音變；亦可選擇不變，兩者讀音皆是自然且正確的。
*其他弱音節，且元音開頭之語助詞如 「o/˙ㄛ 喔」也會有類似之語音同化情形。

## 聲調
現代標準漢語，如同大部分的漢語方言，是聲調語言的一種。這意味著現代標準漢語中除了輔音和元音之外，音調的不同也會影響單詞的意義。許多非漢語母語使用者在掌握聲調上會有困難，但是正確的聲調發音對於字詞的表達與理解十分重要，因為有很多字只有聲調上的不同（意即，聲調為最小對立體）。根據統計，在現代標準漢語中，聲調與元音同等重要。

### 聲調類別
現代標準漢語共有主要四種聲調，其中僅平聲分陰陽，
不同於其他漢語語言，現代標準漢語無獨立入聲調或入聲韻。
下表顯示現代標準漢語的四種主要聲調以及輕聲（或稱中性調、第五聲）。
| 調號             | 1      | 2       | 3                | 4      | 5    |
| 調名             | 陰平   | 陽平    | 上               | 去     | 輕聲 |
| 拼音             | ā      | á       | ǎ                | à      | a    |
| 注音             | ㄚˉ    | ㄚˊ     | ㄚˇ              | ㄚˋ    | ˙ㄚ  |
| 聲調記號(北京值) | ˥˥     | ˧˥      | ˨˩, ˨˩˨          | ˥˩     | -    |
| 調值             | 55     | 35      | 214              | 51     | -    |
| 聲調記號(台北值) | ˦      | ˧˨˧     | ˧˩, ˧˩˨          | ˥˨     | -    |
| 調值             | 44、33 | 323     | 312              | 42、43 | -    |
| IPA附加符號      | /á/    | /ǎ/ [a᷄] | /à/ [à̤, a̤᷆, a̤᷅, a̤᷉] | /â/    | -    |

四種聲調的正式名稱依序分別是陰平、陽平、上（shǎng／ㄕㄤˇ）、去。由於這套名稱系統乃承襲自中古漢語，故其字面意思與實際聲調並不符，參見下文。現代標準漢語的聲調簡介如下：
1. 陰平，又稱第一聲、高平調，是一種穩定的高音，發音時彷彿是用唱的而不是用說的。（有些音節在聲調為陰平時，元音的質量會改變，見上文。）
2. 陽平，又稱第二聲、升調、高升調，從中音升至高音。在三音節的詞組中，如果第一個音節為陰平或陽平，而且最後一個音節不是弱音節的話，那麼第二個音節的陽平可能變為陰平。[30]
3. 上聲，又稱第三聲、中低調、降升調，從中低音降至低音；在其他聲調之間可能只有單純的低音。上聲時常被示範為在音調下降之後還會再上升，然而，當上聲的音節並非單用的時候，音調上升的部分只會出現在句尾或者說話停頓處，而且通常只發生在重讀音節。[31]沒有音調上升部分的上聲有時會被稱為「（前）半上聲」。含有音調上升部分的上聲音節，發音時間明顯長於其他音節。關於上聲音節更進一步的變化，請見下文的連上變調。不像其他的音調，上聲通常用氣息聲（英语：Breathy voice）發音。[32]
4. 去聲，又稱第四聲、降調、高降調，特色為音調從高音到低音有一個尖銳的下降。當其後接著其他去聲的音節時，音調下降的部分可能只會從高音降至中音。[33]
5. 關於輕聲或者第五聲，請見下方段落。

包含漢語拼音在內的大部分漢語拉丁化系統以附加符號將聲調標示在元音上（注音符號亦是如此），但是有一些方案用上標數字的方式標在每個音節的最後，如威妥瑪拼音。這些聲調記號與數字很少用於語言教科書與字典以外的地方，尤其當用於公共標示或公司標誌等地方時通常省略不標。國語羅馬字是一個罕見的例子，其利用不同的拼法來表示不同的聲調，不過規則較為複雜。

### 輕聲
現代標準漢語发音时，某些字音在弱音節中會失去原有的声调，而变得轻而短促，這種聲調就叫做轻声。輕聲的實際調值取決於前接字的聲調。
中國大陸
根据中国大陆普通话标准，简单而言，轻声一般出现在下列情况：
- 现代汉语中的结构助词（如“的”和“得”）、动态助词（如“了”和“着”）和语气词（如“吗”和“呢”）等虚词，一般读轻声。
- 普通话中名词和代词的后缀，如“子”、“头”、“上”和“们”，读作轻声。
- 现代汉语中某些双音词的末字读作轻声，分以下几种情况：
  - 有些词语必须或总是读为轻声，如“多么”，其中也包括大多数叠音词（如“哥哥”和“星星”）和连绵词（如“萝卜”和“模糊”）。
  - 有些词语可以读为轻声也可以不读，但两者词义或词性不同，如“大意”、“地道”和“便当”。
  - 有些词语可以读为轻声也可以不读，且两者词义相同，如“因为”、“起来”和“机器”。

台灣
根据中華民國教育部标准，轻声出现的情况比中国大陆标准略少。在上述情形中，轻声可读可不读且意义无差异时，台湾国语除虛詞外，輕聲處理因人而異。
需要指出的是，中国南方人和東南亞華人在使用現代標準漢語时，受其方言影响，使用轻声的频率要比上述标准低得多，部分人甚至几乎不用。但由于并不影响交流，因此也可将不帶輕聲的變體视为廣義上的現代標準漢語。
| 前接字的聲調 | 輕聲字的調值 | 例詞 | 拼音 | 注音        | 整體聲調模式 |
| ------------ | ------------ | ---- | ---- | ----------- | ------------ |
| 陰平 ˥ 55    | ˨ 2          | 玻璃 | bōli | ㄅㄛ ˙ㄌㄧ  | ˥.˨          |
| 陽平 ˧˥ 35   | ˧ 3          | 伯伯 | bóbo | ㄅㄛˊ ˙ㄅㄛ | ˧˥.˧         |
| 上聲 ˨˩ 21   | ˦ 4          | 喇叭 | lǎba | ㄌㄚˇ ˙ㄅㄚ | ˨˩.˦         |
| 去聲 ˥˩ 51   | ˩ 1          | 兔子 | tùzi | ㄊㄨˋ ˙ㄗ   | ˥˩.˩         |

儘管弱音節與完整音節間的區分很明顯，輕聲往往不被描寫爲一個獨立的聲調，一些語言學家認爲輕聲聲調是前一字聲調的延伸，這種看法的優點是不需要對輕聲設立複雜的連音規則，否則需要根據前接字聲調設立4種輕聲的聲調變體。然而這種「延伸」理論則無法全面描述輕聲的特性，尤其是當有兩個以上輕聲字相鄰的時候。

### 與中古漢語聲調的關係
中古漢語的聲調與現代標準漢語的聲調並沒有一對一的關係，下表顯示了中古漢語至現代標準漢語聲調的演變。字詞音調的演變取決於音節首，可以分為清音（voiceless consonant，記為 v−）、濁阻礙音（voiced obstruent，記為 v+）或響音（soronant，記為 s）。（現代標準漢語已經失去了清濁音的區別。）
| 中古漢語     | 聲調     | 平          | 平          | 平          | 上        | 上        | 上        | 去        | 去        | 去        | 入     | 入        | 入          |
| 中古漢語     | 音節首   | v−          | s           | v+          | v−        | s         | v+        | v−        | s         | v+        | v−     | s         | v+          |
| 現代標準漢語 | 調名     | 陰平 (一聲) | 陽平 (二聲) | 陽平 (二聲) | 上 (三聲) | 上 (三聲) | 去 (四聲) | 去 (四聲) | 去 (四聲) | 去 (四聲) | 不規則 | 去 (四聲) | 陽平 (二聲) |
| 現代標準漢語 | 聲調輪廓 | 55          | 35          | 35          | 21(4)     | 21(4)     | 51        | 51        | 51        | 51        | 不規則 | 51        | 35          |

## 變調
現代標準漢語的發音，在特定語音環境下，某個字與單字發音時聲調調值不同的現象，稱作變調。主要有上聲變調和特殊字變調。

### 連上變調
上聲一共有四個變體：單字調214、（前）半上聲21、後半上聲14、類陽平的35。當上聲字發生連續時，儘管受許多其他因素影響，主要根據以下條件發生變調：
- 兩個音節間
  - 當兩個上聲字連讀時，第一個字的聲調調值變爲後半上聲14，然而大部分人的與陽平混同[36]，調值一致爲35。例如「老鼠」一詞。
  - 當一個上聲字後接非上聲字，並且不被強調時，常读作前半上声21，例如「首都」一詞。
- 三個音節間
  - 當前兩個字是一個雙音節詞，而第三個字是一個单音节詞時，前兩個字都發生变调至35。例如「保管好」的聲調調值分别为35、35和214。
  - 當第一個字是一個單音節詞，而後兩個字是一個雙音節詞時，首字變成前半上聲，第二字变如阳平。例如「紙老虎」的聲調調值分别爲21、35、214。

### 「一」「不」變調
一些常用的字擁有自己的特殊變調規則，如「不」（bù／ㄅㄨˋ）與 「一」（yī／ㄧ）。
- 不 bù／ㄅㄨˋ：

1. 「不」的後面若接著去聲字，則讀作陽平。
例： 不是（bù+shì／ㄅㄨˋ+ㄕˋ）念作 búshì／ㄅㄨˊ ㄕˋ [pu˧˥ʂɻ̩˥˩]。
2. 其他情況下，「不」則維持原本的聲調，讀作去聲。然而，在什麽不什麽問句（英语：A-not-A question）中，可讀作輕聲（如：「是不是」 shìbushì／ㄕˋ ˙ㄅㄨ ㄕˋ）。

- 一 yī／ㄧ：

1. 「一」後面若接著去聲字，則讀作陽平。
例：一定（yī+dìng／ㄧ+ㄉㄧㄥˋ）念作 yídìng／ㄧˊ ㄉㄧㄥˋ [i˧˥tiŋ˥˩]。
2. 「一」後面若接著陰平、陽平或上聲字，則讀作去聲。
例：「一天」（yī+tiān／ㄧ+ㄊㄧㄢ）念作 yìtiān／ㄧˋ ㄊㄧㄢ [i˥˩tʰjɛn˥]、「一年」（yī+nián／ㄧ+ㄋㄧㄢˊ）念作 yìnián／ㄧˋ ㄋㄧㄢˊ [i˥˩njɛn˧˥]，「一起」（yī+qǐ／ㄧ+ㄑㄧˇ）念作 yìqǐ／ㄧˋ ㄑㄧˇ [i˥˩t͡ɕʰi˨˩˦]。
3. 「一」單用或用於句尾、多音節詞組的詞尾（不管下一個單詞的第一個音）時，維持原本的聲調，讀作陰平。 當被用作序數（或序數的一部份，如：第一、第五十一），以及後面接著其他數字（包含「一」）時也讀作陰平。因此，「一一」（yīyī／ㄧ ㄧ）這個詞及其所形成的複合詞中，兩個「一」皆為陰平；一（yī／一）線城市與一（yí／ㄧˊ）線城市意義也不同。
4. 「一」用於二疊字動詞之間時，可讀作輕聲 (如：「看一看」 kànyikàn／ㄎㄢˋ ˙ㄧ ㄎㄢˋ)。

### 「七」「八」變調
曾經的現代標準漢語中，「七」和「八」在去聲字之前需要變讀為陽平。例如，「七月」、「八拜」、「八卦」等詞，將讀作「齊月」、「拔拜」、「拔掛」。但隨著時代發展，年輕一代變調的人數越來越少。中國大陸2005年出版的第五版《現代漢語詞典》中已經刪去了“七”和“八”變調的內容。但在部分講解現代漢語的書籍中仍有所保留。現在的年輕人幾乎不會在去聲字前讀為陽平。讀為陽平普遍被認為是東北官話的象徵。在臺灣的國語則偶爾還可聽到將「八卦」的「八」讀作陽平。另外部分地区“三”与“七”和“八”有相同的变调方式，即在去声前变为阳平。
「一」、「七」、「八」、「不」在歷史上皆為入聲字， 如上文所述，入聲字與現代聲調的對應關係較為不規則，這可能是這些字變調的原因之一。

## 重音、韻律與語調
根據輕重音可將音節分為重讀音節（stressed syllable）及輕讀音節（unstressed syllable）。現代標準漢語中字詞的輕重音對於母語者來說不太明顯，但相對重音（contrastive stress）則很容易就察覺的出來。對輕重音較不敏感的可能原因之一是，現代標準漢語在口語中音高的基本頻率變化主要實現為聲調，而不像許多其他語言一樣作為輕重音的提示。儘管如此，輕重音和音高之間仍然存在著聯繫——根據觀察，在給定聲調的情況下，帶有更多重音的音節，音高變化範圍較大。
如同完整音節與弱音節段落所述，弱音節為輕聲且為輕音。雖然上述性質可加以對比分析，但是有些語言學家將此詮釋為聲調而非輕重音。（有些語言學家將現代標準漢語分析為完全缺乏輕重音。）
除了完整音節與弱音節的對比以外，有些語言學家也會區分在完整音節中不同程度的輕重音。在一些論述中，多音節的複合詞在最後一個音節有較強的重音，而次強的重音通常在第一個音節。然而，其他語言學家不支持這個分析，認為最後一個音節表面上的重音，可以全然歸因於一個片語中最後一個音節的自然延長，並且當這個詞在句子中間而非獨立發音時會消失。端木三（San Duanmu）認同此觀點，並推斷出第一個音節有最強的重音。他也指出現代標準漢語有產生揚抑格的傾向，即重讀音節後接一個（有時多於一個）輕讀音節的音步。在此觀點下，如果排除「末音節延長」的影響：
- 在兩個音節的複合詞中，第一個音節有主要重音，第二個音節則缺乏重音。
- 在三個音節的複合詞中，第一個音節有主要重音，第二個音節缺乏重音，第三個音節則可能缺乏重音或者有次重音。
- 在四個音節的複合詞中，第一個音節有最強的重音，第二個音節缺乏重音，第三個或第四個音節則可能缺乏重音或者有次重音，取決於該複合詞的句法結構。

在此處被描述為缺乏重音的位置是弱音節（輕聲）可能出現的位置，不過完整音節也經常出現在這些位置。
這種產生揚抑格格律結構的傾向也被引用為以下情形的原因：複合詞中漢字順序改變的現象，以及使用雙音節詞而非單音節詞的強烈偏好。現代標準漢語中，許多單音節詞都有對應的雙音節詞，而且意思幾乎完全相同，如「蟻」與「螞蟻」。
音高的另一個功能是語調。現代標準漢語頻繁地使用語氣詞來表達特定的意思，像是懷疑、疑問、命令等等，減少了使用語調的需要。不過，語調在現代標準漢語中仍然存在（表達的意思與標準英文極為相似）。關於語調如何與詞彙聲調互相影響有一些不同的分析，有些語言學家描述，額外語調的升或降會發生在話語中最後一個音節的結尾；而其他語言學家發現，整個話語的音高會根據想要用語調表達的意思而上升或下降。

## 外部鏈結
- 维基共享资源上的相關多媒體資源：官話發音
- 维基共享资源上的相關多媒體資源：中文發音